# Churchill (Pennsylvania)
Churchill è un comune (borough) degli Stati Uniti d'America, nella contea di Allegheny nello Stato della Pennsylvania. Secondo il censimento del 2010 la popolazione è di 3.011 abitanti.

## Società

### Evoluzione demografica
La composizione etnica vede una prevalenza della razza bianca (81,9%) seguita da quella afroamericana (13,8%).
| borough di Churchill Popolazione |       |
| 2000                             | 3.566 |
| 2010                             | 3.011 |